# 英国情报机构
英国情报机构（英語：British Intelligence Agencies）指的是英国政府在其多个政府部门内所设立的情报机构。这些情报机关负责收集和分析国内外情报、提供军事情报并从事间谍活动和反间谍活动。这些情报评估有助于英国开展外交关系、维护国家安全、规划军事战略及执法行动。 其中的主要机构包括秘密情报局（军情六处）、安全局（军情五处）、政府通信总部和国防情报局。
不少英国情报机构的历史可以追溯到19世纪。1917年英国情报机构40号房对齐默尔曼电报的解密被认为是英国在第一次世界大战期间最大的情报胜利， 同时这也被认为是信号情报影响世界事件的最早场合之一。 在第二次世界大战期间及之后，许多观察家都认为“乌尔塔”对二战时的盟军极具价值。在1962年的古巴导弹危机期间，英国政府通信总部对苏联舰队阵地的情报拦截结果被直接送往美国白宫。 英美战后时期的情报合作成为西方情报搜集和英美“特殊关系”的基石。

## 情报体系

### 监管机构
- 国家安全委员会
- 聯合情報委員會（英语：Joint Intelligence Committee (United Kingdom)）
- 國會情報及保安事務委員會

### 支持机构
国家安全秘书处和联合情报组织皆隶属于内阁办公厅， 分别为国家安全委员会和联合情报委员会提供支持。

### 执行机构
|                    | 上级部门 | 机构名称                     | 主要职责                                               | 人员数量 |
| ------------------ | -------- | ---------------------------- | ------------------------------------------------------ | -------- |
| 情报与安全机构     | 外交部   | 秘密情报局（军情六处）       | 海外情报搜集。                                         | 2,594人  |
| 情报与安全机构     | 外交部   | 政府通信总部                 | 信号情报搜集与分析。                                   | 5,806人  |
| 情报与安全机构     | 内政部   | 安全局（军情五处）           | 反恐及反间谍情报搜集与分析。                           | 4,053人  |
| 军事情报机构       | 国防部   | 国防情报局                   | 军事情报搜集与分析。                                   | 3,655人  |
| 国内安全与情报机构 | 内政部   | 國家打擊犯罪調查局           | 有组织犯罪情报搜集与分析。                             | 4,516人  |
| 国内安全与情报机构 | 内政部   | 安全与反恐办公室             | 反恐和保护国家的重要基础设施。                         | 551人    |
| 国内安全与情报机构 | 内政部   | 雇主与劳工虐待管理局         | 打击现代奴隶制、人口贩运及有组织犯罪。                 | 120人    |
| 国内安全与情报机构 | 内政部   | 国家诈骗情报局               | 联合警方处理经济犯罪的情报搜集与分析。                 | 90人     |
| 国内安全与情报机构 | 内政部   | 国家弹道情报局               | 联合警方提供非法枪支情报分析。                         | 40人     |
| 国内安全与情报机构 | 内政部   | 国家内部极端主义与动乱情报组 | 联合警方对极端主义和危害公共秩序的情报进行收集和分析。 | 不適用   |

## 机构预算

### 单一情报账户
单一情报账户（ / ）是英国三个主要情报机构的筹款工具，它们分别是秘密情报局（军情六处）、政府通信总部和安全局（军情五处）。

### 出典
1. ↑  Richard Kerbaj; Tim Shipman. . 星期天泰晤士报. 2017-02-19  [2022-07-08]. （原始内容存档于2017-02-19） （英语）.
2. ↑  Gordon Corera. . BBC新闻. 2017-01-17  [2022-07-08]. （原始内容存档于2022-10-12） （英语）.
3. ↑  . History Extra. Immediate Media Company Limited. 2019-02-28  [2022-07-08]. （原始内容存档于2018-01-18） （英语）.
4. ↑  Gordon Corera. . BBC. 2019-10-21  [2022-07-08]. （原始内容存档于2019-12-05） （英语）.
5. ↑  Adam White. . 时代. 2010-06-29  [2022-07-08]. （原始内容存档于2013-10-22） （英语）.
6. ↑  . 英国政府.   [2022-07-08]. （原始内容存档于2022-12-02） （英语）.
7. ↑  . 英国政府.   [2022-07-08]. （原始内容存档于2014-07-04） （英语）.
8. 1 2 3 4 5   (PDF). House of Commons. 2017-12-20  [2022-07-08]. （原始内容 (PDF)存档于2018-06-04） （英语）.
9. ↑  . 国家犯罪调查局. 2017-07-20  [2022-07-08]. （原始内容存档于201807-17） （英语）.
10. ↑  . 雇主与劳工虐待管理局. 2022-02-10  [2022-07-08]. （原始内容存档于2022-09-08） （英语）.
11. ↑  Sam Meadows. . 每日电讯报. 2018-07-13  [2022-07-08]. （原始内容存档于2022-01-15） （英语）.
12. ↑  . 经济学人. 2013-10-03  [2022-07-08]. （原始内容存档于2022-07-11） （英语）.

### 文献
- Dylan, Huw. . Oxford University Press. 2014. ISBN 9780199657025 （英语）.
- Hinsley, Harry.  (PDF). Prof. David Anderson. 1996  [2022-07-08]. （原始内容存档 (PDF)于2015-12-05） （英语）.
- Johnson, John. . H.M. Stationery Office. 1998 （英语）.
- Winterbotham, Frederick William. . Harper & Row. 1974. ISBN 9780060146788 （英语）.